# Eupalamus longisuperomediae
Eupalamus longisuperomediae är en stekelart som beskrevs av Tohru Uchida 1937. Eupalamus longisuperomediae ingår i släktet Eupalamus och familjen brokparasitsteklar. Inga underarter finns listade i Catalogue of Life.